# Мариупольский краеведческий музей

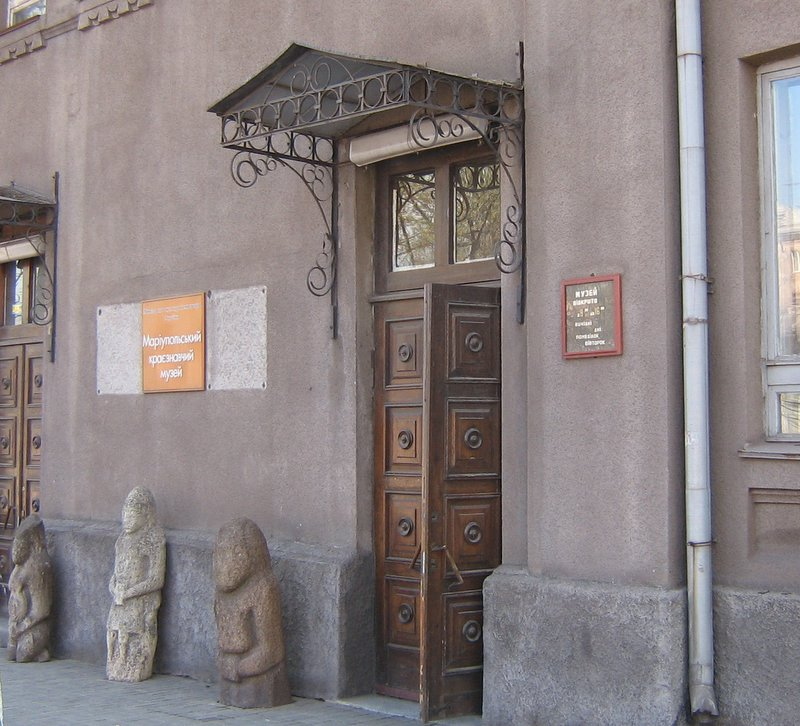
Мариупольский краеведческий музей

Мариу́польский краеве́дческий музе́й был основан 6 февраля 1920 года городским отделом народного образования Мариупольского ревкома. Первая экспозиция была создана в 1920 году и открыта для посетителей. Исследования научных сотрудников музея способствовали созданию в Приазовье природных заповедников:
- Хомутовская степь (1926 год)
- Белосарайская коса (1927 год)
- Каменные могилы (1927 год)

Основные виды деятельности музея: фондовая, экспозиционная, научно-исследовательская, собирательная, научно-просветительная.
В краеведческом музее экспозиция освещает природные условия южной части Донецкой области и историю края с древних времён до настоящего времени. В фондах музея сохраняется более 53 000 музейных предметов, в том числе вещественные, изобразительные, письменные (рукописные и печатные), нумизматические, археологические, фотодокументальные, природные и другие.

## История
Датой основания музея считается 1920 год, однако в его фонды вошли экспонаты основанного ещё в 1893 году историко-церковно-археологического музея при Мариупольськой Александровской гимназии.
Музей работал без перерывов — в годы Второй Мировой войны он не был эвакуирован, также и немецкие войска при отступлении не успели его разрушить.
До создания Донецкого областного краеведческого музея исполнял роль областного музея в Сталинской области. Мариупольским музеем проводилась археологическая и этнографическая исследовательская работа в рамках всего региона. В 50-х годах 20-го века значительная часть экспонатов была передана на баланс Донецкого областного музея.
В настоящее время в область исследования входят основание Мариуполя, поселения мариупольских греков ХVІІІ — XIX веков, быт и культура греков Приазовья и т. п. Музей занимается распространением знаний о Мариуполе через телевидение и радиовещание.

## Экспозиционные отделы
- Природы
- Истории досоветского периода
- Истории советского периода
- Периода современности

## Филиалы музея
- Мариупольский художественный музей имени Куинджи, ул. Георгиевская, 58. Разрушен в марте 2022.
- Музей народного быта (ул. Георгиевская, 55) — освещает особенности быта людей разных национальностей, которые заселили территорию Приазовья в конце XVIII века.
- Выставочный зал имени А. И. Куинджи (просп. Металлургов, 25) — ежегодно демонстрируется 8-10 художественных стационарных выставок.
- Музей истории греков Приазовья (Мариуполь, пгт Сартана, ул. Генерала Куркчи, 37-а) — показана история переселения христиан-греков из Крымского ханства в Приазовье в 1778—1780 годах, основание сёл и хозяйственное освоение заселённой территории, развитие греческой диаспоры Приазовья до современности.

Адрес: 87532 Мариуполь, ул. Георгиевская, 20.